# Varzeaameisenschlüpfer
Der Varzeaameisenschlüpfer (Myrmotherula assimilis) zählt innerhalb der Familie der Ameisenvögel (Thamnophilidae) zur Gattung Myrmotherula.
Die Art kommt lokal im Amazonasbecken auf bewaldeten Flussinseln im Amazonas und dessen Hauptzuflüssen sowie in Galeriewald und saisonal überfluteten Lebensräumen (bevorzugt mit Helikonien bewachsen) vor.
Das Verbreitungsgebiet umfasst tropischen oder subtropischen Tiefwald bis 200 m Höhe.
Das Artepitheton kommt von lateinisch similis ‚ähnlich, gleichartig‘.

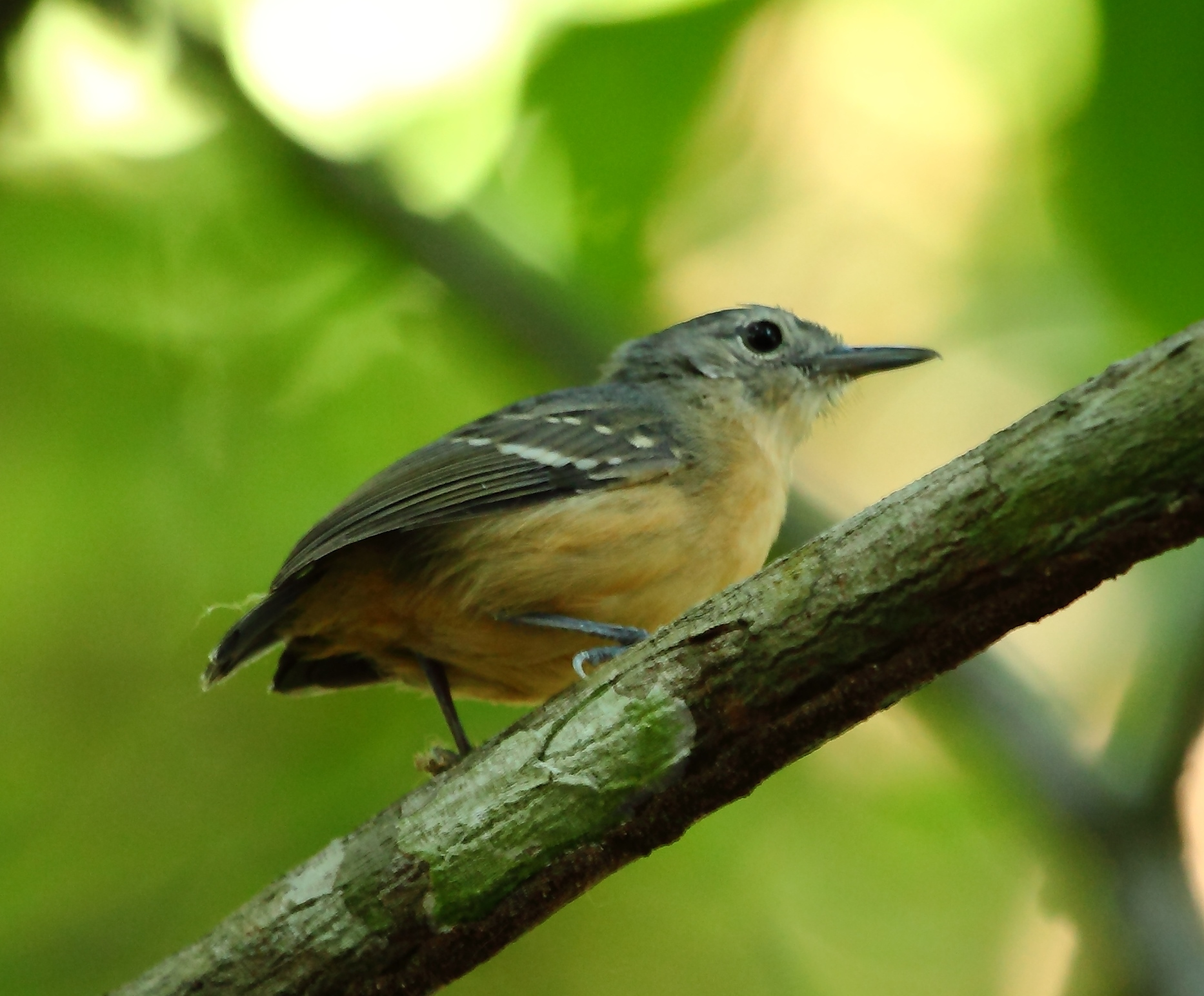
Weibchen

## Merkmale
Der Vogel ist 9 bis 10 cm groß. Das Männchen ist durchgehend hell schiefergrau mit weißen Spitzen der Flügeldecken in Form von zwei Binden. Kehle und Unterseite sind etwas heller. Die Iris ist braun, der Schnabel schwärzlich, die Beine blaugrau. Das Weibchen ist hell gelbbraun auf der Unterseite mit graubraunen Flügeln und zwei angedeuteten Flügelbändern. Bei beiden Geschlechtern wird beim Flattern ein weißer Interskapularfleck sichtbar. Die Art ähnelt dem Blassgrauen Ameisenschlüpfer (Myrmotherula menetriesii), der aber zusammen mit gemischten Jagdgemeinschaften und in Terra Firme auftritt.

## Geografische Variation
Es werden folgende Unterarten anerkannt:
- M. a. assimilis Pelzeln, 1868, Nominatform – Ostperu, Westbrasilien und Nordbolivien
- M. a. transamazonica Gyldenstolpe, 1951 – Brasilien

## Stimme
Der Gesang besteht aus einem scharfen, ansteigenden, dann ausklingenden Triller „te-te-te-tu-tututututrrrrr“.

## Lebensweise
Die Nahrung besteht aus Insekten, die in Paaren auf unterschiedlichen Höhen, meist nicht in gemischten Jagdgemeinschaften bis in mittlere Vegetationshöhe, auch in offeneren Landschaften gejagt werden.
Die Brutzeit ist nicht bekannt.

## Gefährdungssituation
Der Bestand gilt als nicht gefährdet (Least Concern).